# سیلاو
سیلاو (به اسپانیایی: Silao) از شهرهای کشور مکزیک است که در ایالت گوآناخوآتو قرار دارد و جمعیت آن طبق سرشماری سال ۲۰۱۰ میلادی ۷۴۲۴۲ نفر بوده است.